# Jaguar XJ220
Der Jaguar XJ220 ist ein Supersportwagen der britischen Automarke Jaguar, die selbst zu dieser Zeit im Besitz der amerikanischen Ford Motor Company war. Von dem exklusiven, aus den Rennsport-Prototypen der Marke heraus entwickelten Fahrzeug wurden von 1992 bis 1994 275 Stück gebaut.

## Ursprung
Um Jaguars Chefingenieur Jim Randle entstand kurz nach der Privatisierung Jaguars der „Saturday Club“ (der Samstagsclub), eine lose organisierte Gruppe von Angestellten der Firma, die sich nach Arbeitsende trafen, um einen dem Ferrari F40 und Porsche 959 ebenbürtigen Jaguar zu schaffen. Dabei bediente man sich der Konstruktion des XJR-9, den Tom Walkinshaw Racing für die Sportwagen-Weltmeisterschaft geschaffen und der 1988 das 24-Stunden-Rennen von Le Mans gewonnen hatte. Es sollte das schnellste Fahrzeug mit Straßenzulassung werden. Das Ziel waren 220 mph (354 km/h), was wie schon oft in der Geschichte der Jaguar-Sportwagen die Ziffern im Namen erklärte.

## Die Studie
Das Projekt fand in der Chefetage Unterstützung, und es wurde für die britische Motor Show von 1988 ein erster Prototyp entworfen. Der Motor wurde von Tom Walkinshaw Racing übernommen, ein 6,2-Liter-V12-Motor. Der Allradantrieb wurde bei FF Developments in Auftrag gegeben. Dieses Unternehmen hatte bereits dem Jensen FF zum Allradantrieb verholfen; ihr Inhaber Tony Rolt hatte in den 1950ern mit Jaguar-Rennwagen eine glorreiche Zeit erlebt.
1989 wurde das Auto offiziell angekündigt, und trotz eines Verkaufspreises von 413.000 Pfund (das entsprach damals mehr als einer Million DM) fanden sich Käufer, die gewillt waren, sofort 50.000 Pfund anzuzahlen. Jaguar gab an, dass nur 350 Stück gebaut werden sollten und erhielt daraufhin in wenigen Tagen 1500 Bestellungen.

## Die Serie
Das Projekt wurde an das von Jaguar und TWR (Tom Walkinshaw Racing) gegründete Joint Venture JaguarSport übergeben, wo eine Kleinserie des XJ220 entwickelt werden sollte. JaguarSport gestaltete das Auto komplett neu, verkürzte das Fahrwerk, entfernte den Allradantrieb und ersetzte den V12 durch einen V6-Twin-Turbo-Rennmotor von TWR mit 3,5 Litern Hubraum, wobei dieser V6 auf dem des im Gruppe-B-Rallysport eingesetzten MG Metro 6R4 basierte. Der XJ220 V6 war schließlich deutlich kürzer und leichter als der ursprüngliche XJ220, behielt ansonsten aber den Grundaufbau bei. Die Zweisitzer-Karosserie war reichhaltig ausgestattet, u. a. mit Klimaanlage. Das Auto wog 1470 kg. Doch aufgrund der massiven Änderungen und der inzwischen geplatzten Spekulationsblase auf dem Automarkt traten etliche Kunden vom Kauf zurück und verzichteten dabei sogar auf ihre Anzahlung.
In den Jahren 1990/1991 baute man eine neue Fabrikhalle in Bloxham bei Banbury, sieben Prototypen wurden im Rahmen der Entwicklungsphase produziert. Im Frühling 1992 sollten die ersten Exemplare ausgeliefert werden, 1994 die Produktion beendet sein. Die Produktion der Karosserien übernahm der britische Spezialbetrieb Abbey Panels. Die ersten Auslieferungen erfolgen im Juli 1992. Zu den ersten Kunden gehörten der Musiker Elton John und der als Auto-Sammler bekannte Sultan Hassanal Bolkiah von Brunei.
Bei Testfahrten erreichte Andy Wallace 1991 auf der Firestone-Teststrecke von Fort Stockton in Texas eine Spitzengeschwindigkeit von 212,3 mph (341,6 km/h), bei späteren Tests 1992 auf der Hochgeschwindigkeitsstrecke in Nardò (Süditalien) überschritt ein anderes Vorserienmodell mit ausgebautem Katalysator und erhöhtem Drehzahlbegrenzer die bisher erreichte Höchstgeschwindigkeit mit 217,1 mph (349,4 km/h) und kam damit den angepeilten 220 mph nahe.
Um den Verkauf anzukurbeln, starteten im Jahr 1993 drei XJ 220 beim 24-Stunden-Rennen von Le Mans. Eines der Autos gewann in seiner Klasse, allerdings wurden alle drei nachträglich disqualifiziert, weil sie (wie andere Mitbewerber, die deswegen jedoch nicht behelligt wurden) ohne den inzwischen obligatorischen Katalysator fuhren.
Im September 2016 gab Bridgestone bekannt, neue Reifen für den XJ220 zu entwickeln, da die Originalreifengröße nicht mehr erhältlich ist.

## Sondermodelle

### XJ220 Pininfarina
Der Jaguar XJ220 Pininfarina ist ein spezieller XJ220, der 1995 exklusiv für den Sultan von Brunei und seinen Bruder Prinz Jefri gebaut wurde, die eine Reihe seltener und stark modifizierter Einzelstücke auf der Basis teurer Luxusautos in Auftrag gaben. Dieser Wagen wurde von Pininfarina modifiziert, wobei die neu gestaltete Karosserie vom Karosseriebauer Coggiola hergestellt wurde, mit Modifikationen wie feststehenden Scheinwerfern, neuen Rückleuchten mit einem geänderten Doppel-Heckspoiler und einem neuen Innenraum in grün. Der Wagen hatte außerdem eine dunkelgrüne Außenlackierung.

### XJ220 S
Des Weiteren gab es noch eine straßentaugliche Rennversion XJ220 S. Bei diesem Modell wurde der Motor so modifiziert, dass er knapp über 500 kW (680 PS) leistete. Zudem wurde das Gewicht auf 1050 kg reduziert, was einem Leistungsgewicht von 1,54 kg/PS entspricht. Dies sollte, laut der Firma TWR, die die Umbauten vornahm, für einen Sprint von 0 auf 100 km/h in 3,3 Sekunden und etwa 370 km/h Endgeschwindigkeit gut sein. Inbegriffen waren bei den etwa fünf produzierten Exemplaren natürlich auch Maßnahmen zur Verbesserung der Aerodynamik, wie z. B. feststehende Scheinwerfer und andere Front- und Heckschürzen inklusive eines großen Heckflügels.

## Bildergalerie

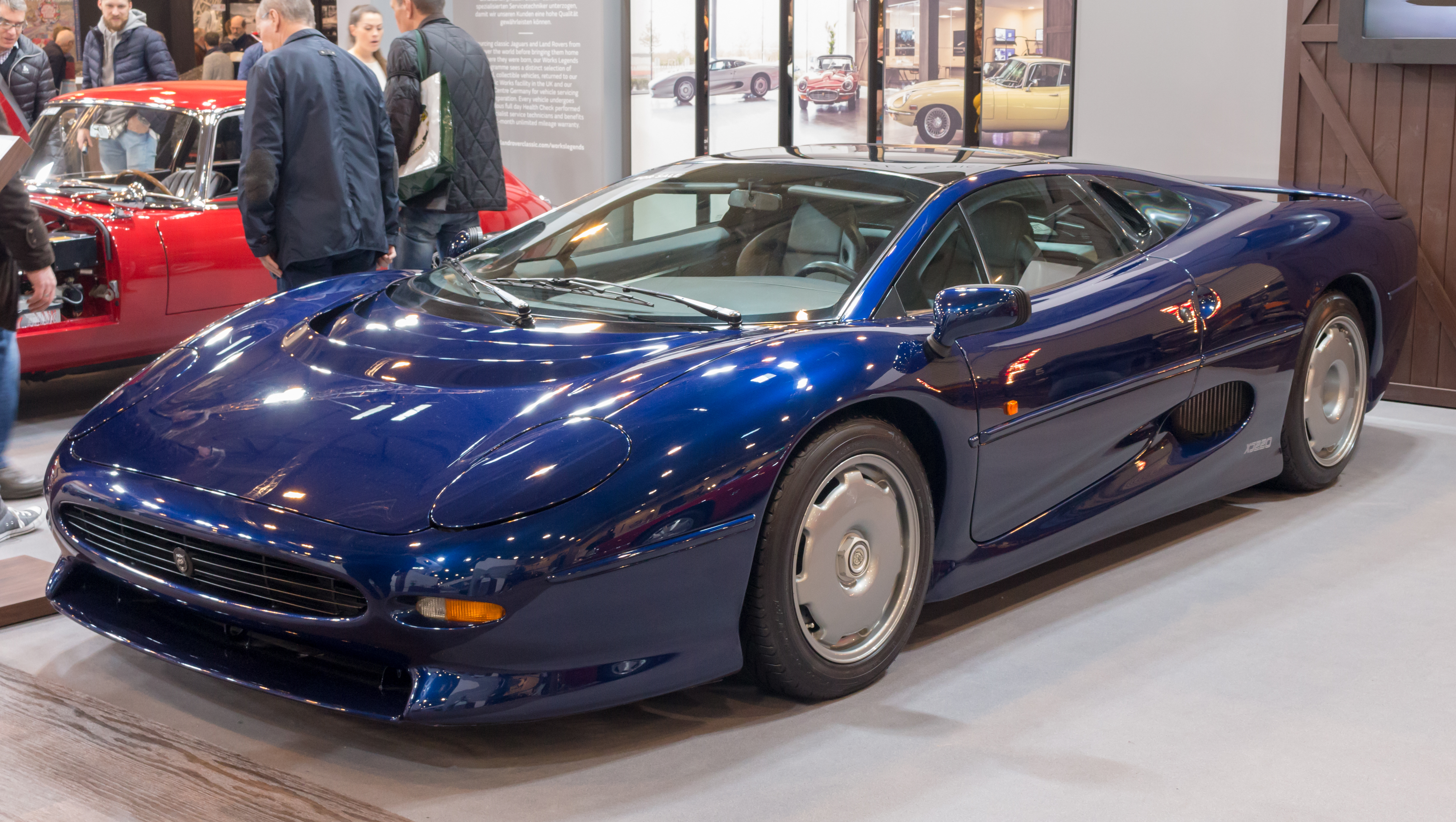
Blauer XJ220 auf der Techno-Classica in Essen 2018
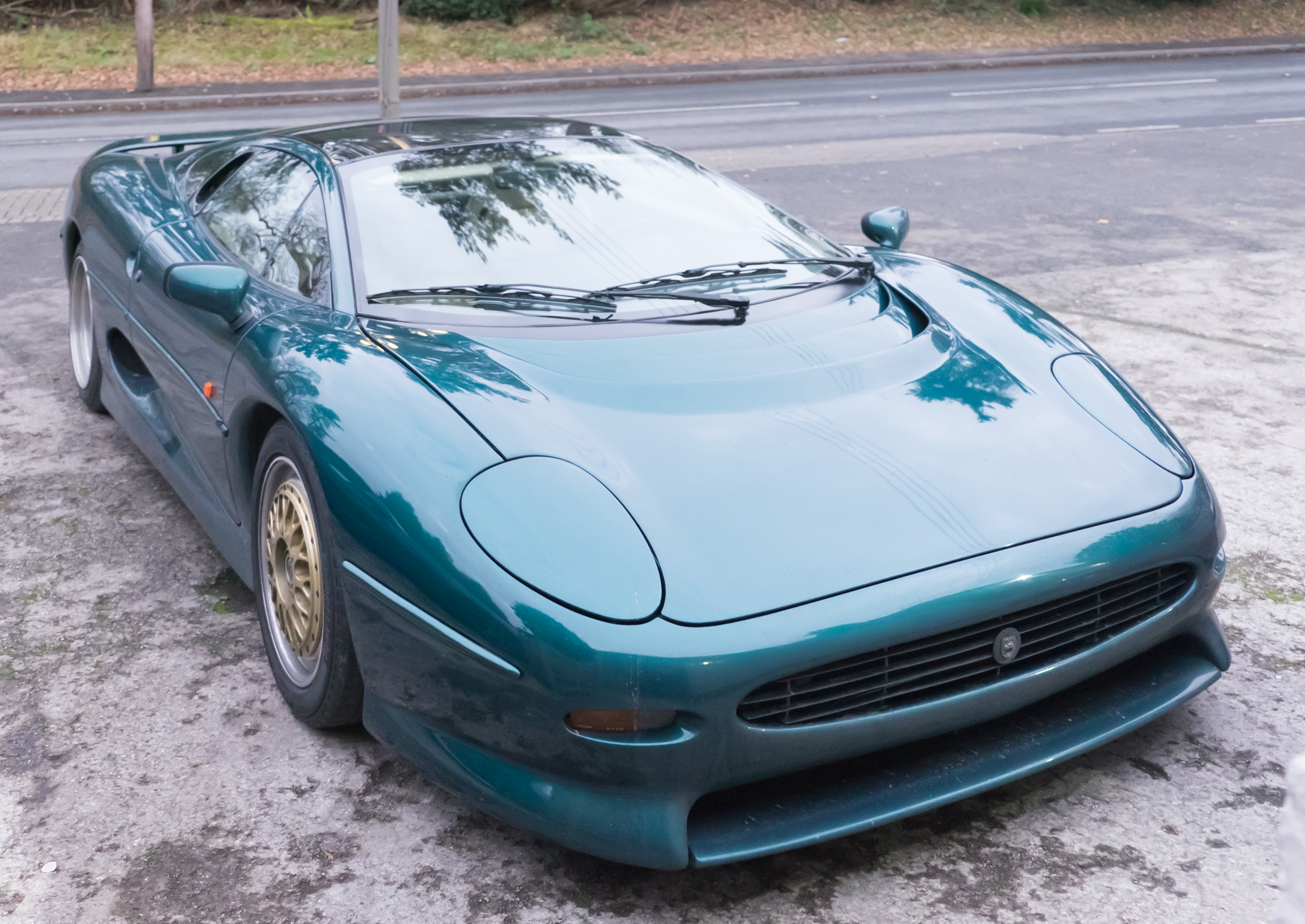
In Dunkelgrün
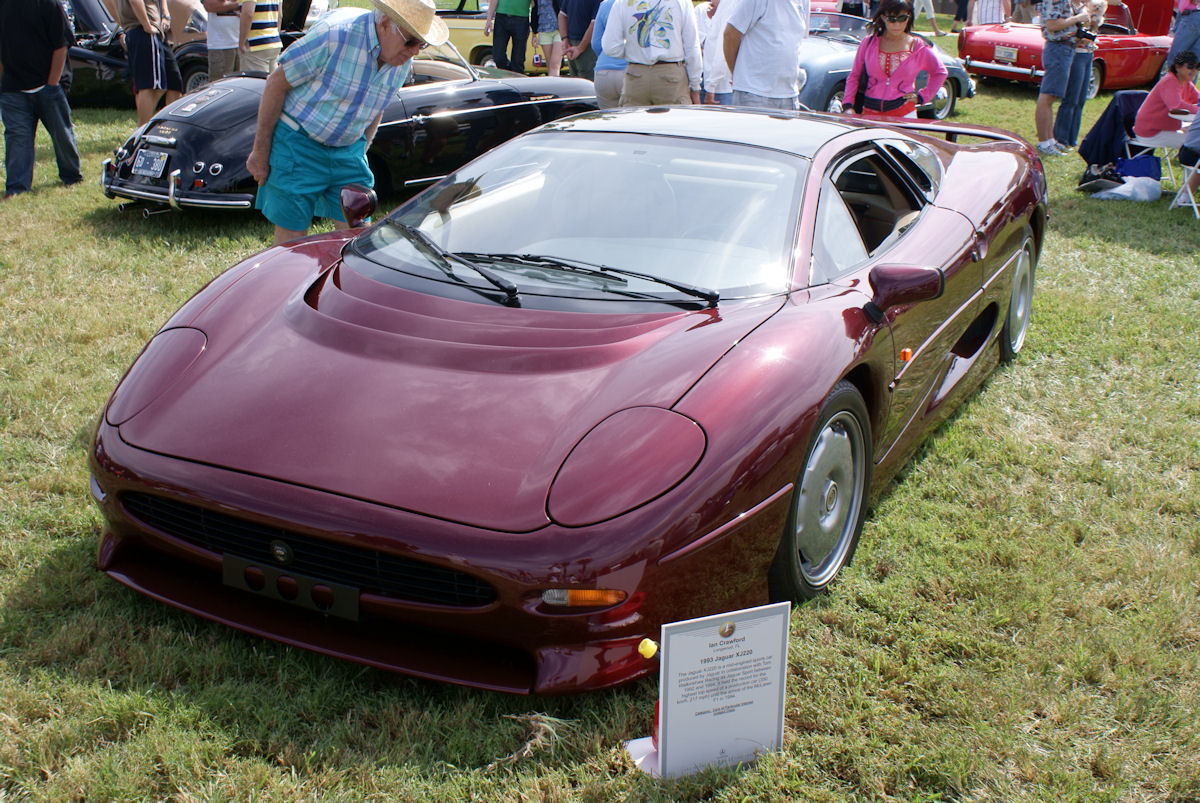
In Dunkelrot
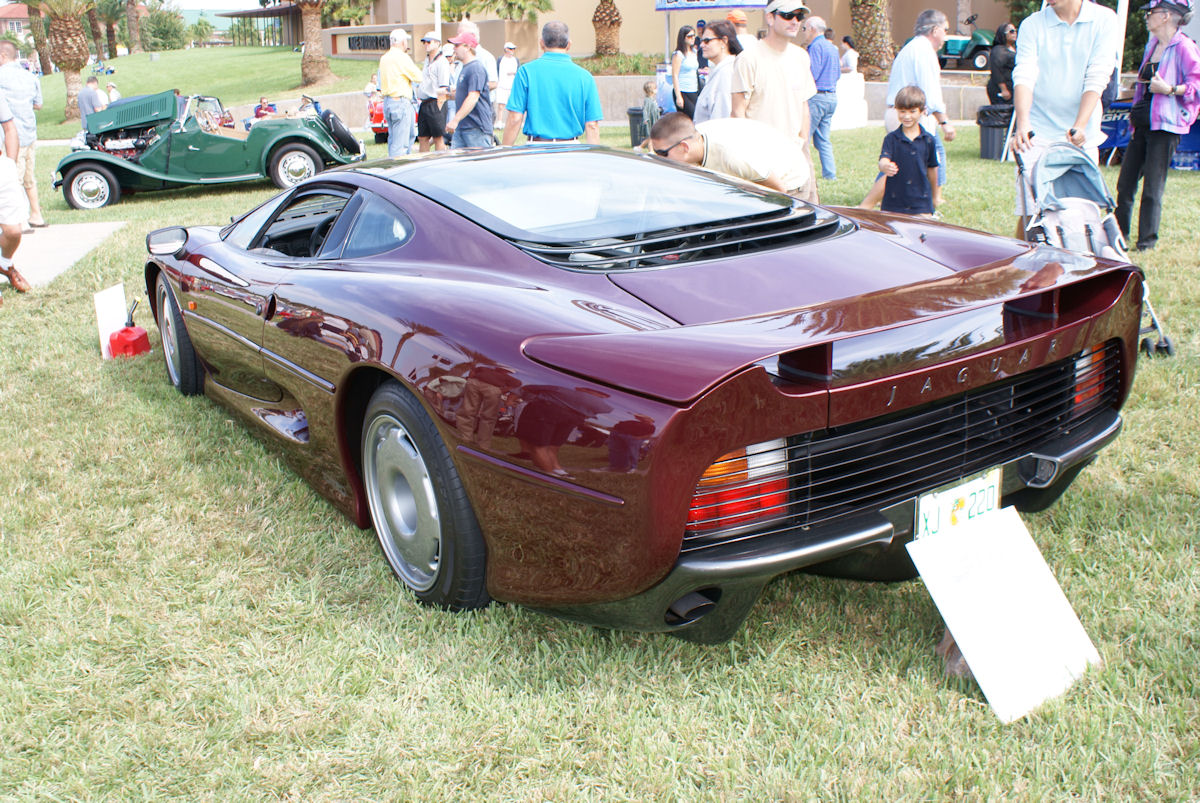
Heckansicht
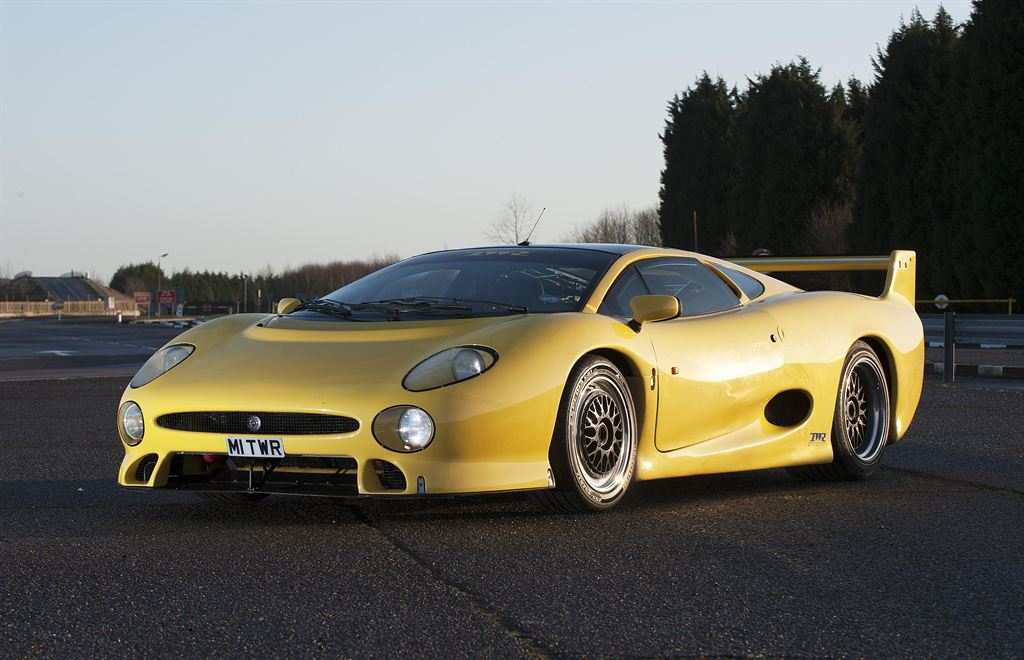
XJ220 S

## Technische Daten (Werksangaben)
|                          | Jaguar XJ220                 |
| ------------------------ | ---------------------------- |
| Motorart                 | V6-Twin-Turbo-Ottomotor      |
| Einbaulage               | Mittig längs                 |
| Ventile/Nockenwellen     | 4 pro Zylinder/4             |
| Hubraum                  | 3498 cm³                     |
| Bohrung × Hub            | 94,0 × 84,0 mm               |
| Max. Leistung            | 404 kW (549 PS) bei 7000/min |
| Max. Drehmoment          | 642 Nm bei 4500/min          |
| Kraftübertragung         |                              |
| Antrieb                  | Hinterrad                    |
| Getriebe                 | 5-Gang manuell               |
| Abmessungen              |                              |
| Länge × Breite × Höhe    | 4930 mm × 2220 mm × 1140 mm  |
| Radstand                 | 2640 mm                      |
| Leergewicht              | 1470 kg                      |
| Zuladung                 | 179 kg                       |
| Fahrleistungen           |                              |
| 0–100 km/h               | 3,8 s                        |
| 0–200 km/h               | 12,0 s                       |
| Höchstgeschwindigkeit    | 342 km/h (213 mph)           |
| Verbrauch auf 100 km     | 18,3 l                       |
| Tankvolumen              | 90 l                         |
| Preis                    |                              |
| Grundpreis (Deutschland) | 1.000.000 D-Mark             |